# U-Bahnhof Mülheim (Ruhr) Hauptbahnhof
Der U-Bahnhof Mülheim (Ruhr) Hauptbahnhof ist eine Stadtbahnstation in Mülheim an der Ruhr und befindet sich unter dem namensgebenden Hauptbahnhof. Sie ist der Hauptknoten der Stadtbahnen in Mülheim an der Ruhr und neben Mülheim Stadtmitte und Aktienstraße die einzige Station, an der sich mehrere schienengebundene Nahverkehrsmittel in Mülheim an der Ruhr kreuzen. An den anderen beiden Haltestellen werden die jeweils anderen schienengebundenen Nahverkehrsmittel allerdings oberirdisch gekreuzt.
Es bestehen Verbindungen zu den Nachbarstädten Duisburg und Essen.

## Lage und Aufbau
Der U-Bahnhof befindet sich neben dem eigentlichen Hauptbahnhof. Die Anlage ist viergleisig mit zwei Inselbahnsteigen ausgelegt, sie wird von zwei Verkehrsgesellschaften mit drei Stadtbahnlinien bedient: U 18, 102 (beide Ruhrbahn, ehem. EVAG und MVG) und 901 (DVG). Die meterspurige Linie 102 in Richtung Uhlenhorst und die normalspurige Linie 901 von und nach Duisburg teilen sich den einen, die Linie 102 in Richtung Dümpten und die wiederum normalspurige Stadtbahnlinie U 18 von und nach Essen teilen sich den anderen Bahnsteig.
Beide Bahnsteige sind über Rolltreppen erreichbar. Eine Ebene über den Bahnsteigen befindet sich ein Verbindungskorridor, der in Richtung Norden zu den Bahnsteigen der Eisenbahn und zum Nord- sowie Westeingang (Dieter-aus-dem-Siepen-Platz), in Richtung Süden zur Bushaltestelle Hauptbahnhof im Bustunnel und zum Forum City führt. Durch das Forum-City erreicht man den Kaiserplatz.

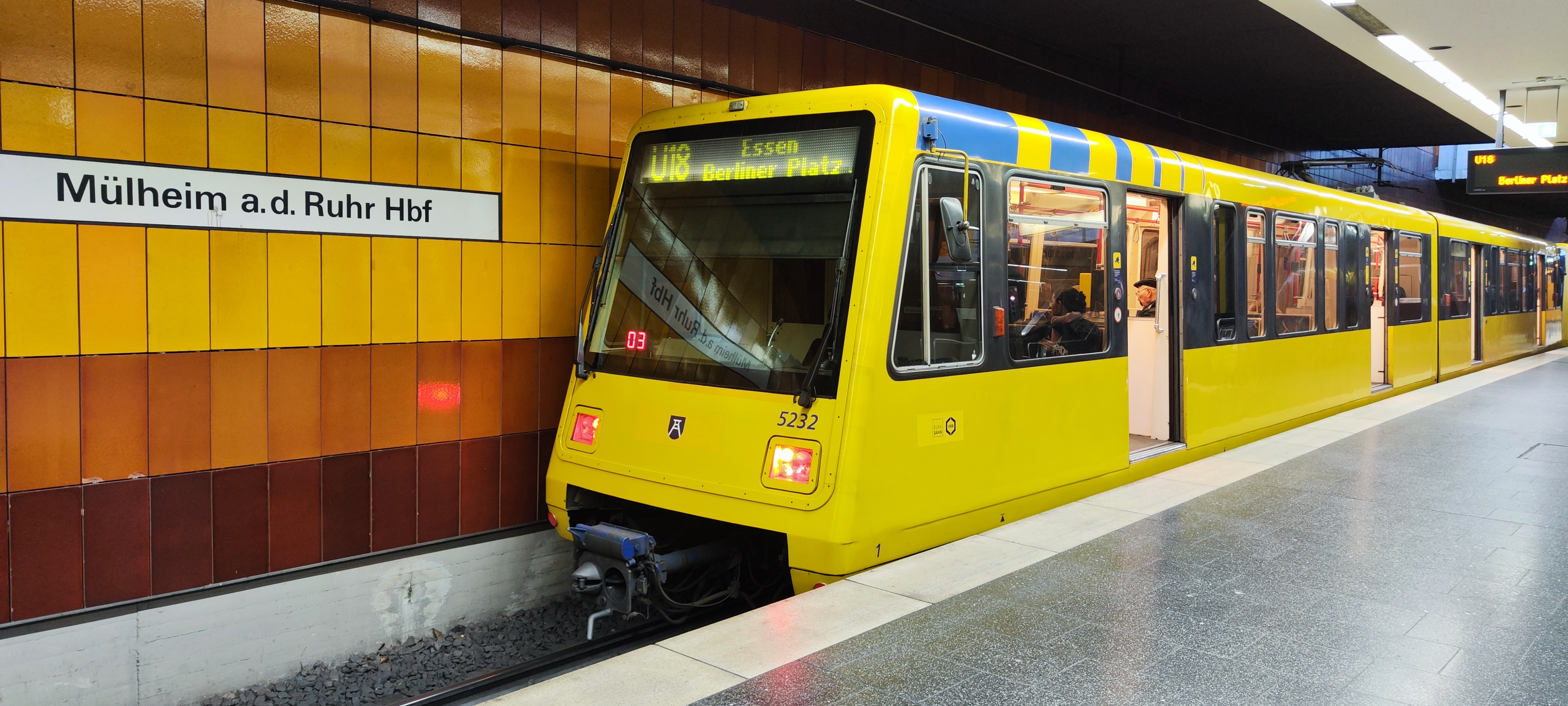
Triebwagen 5232 warten auf Gleis 1 seine Wendezeit ab
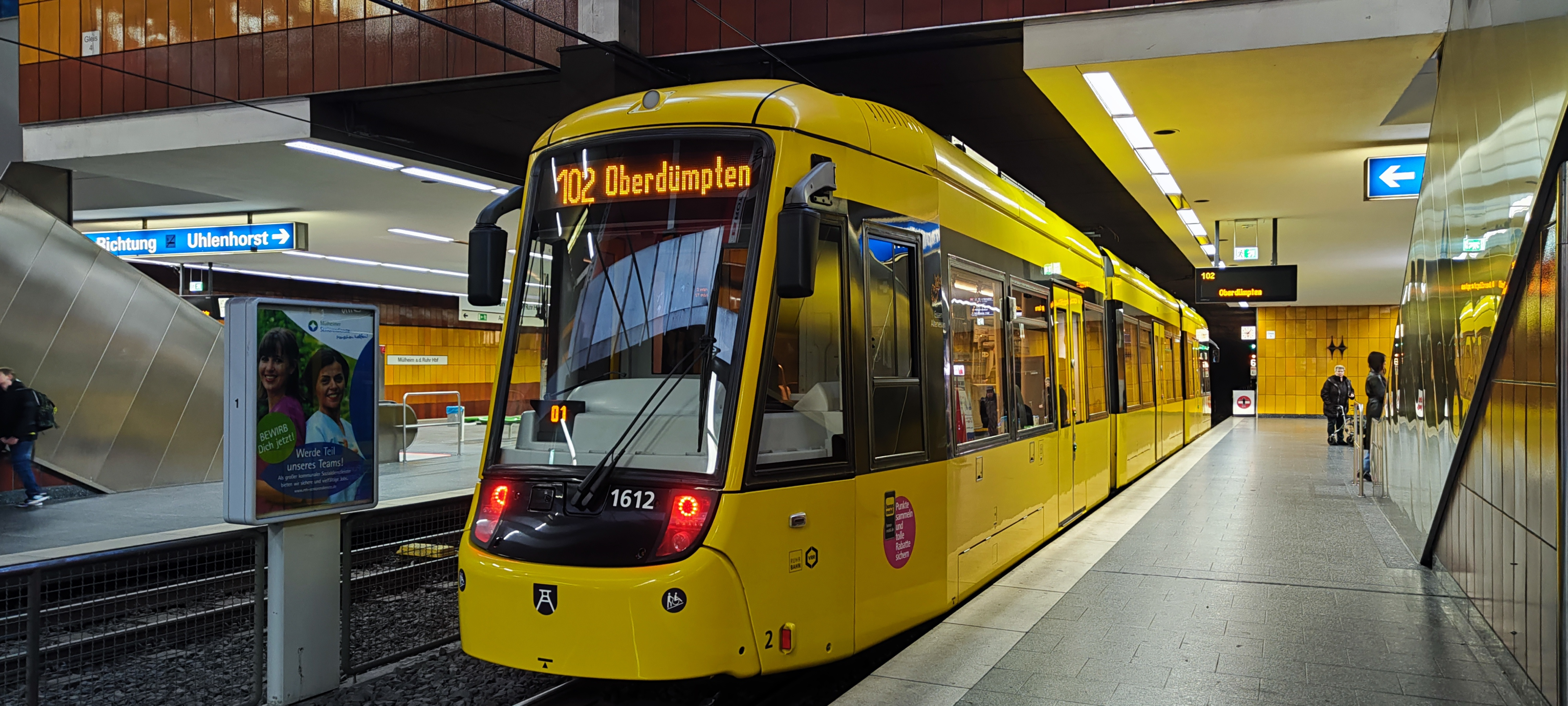
Triebwagen 1612 unterwegs auf der Linie 102 nach Oberdümpten
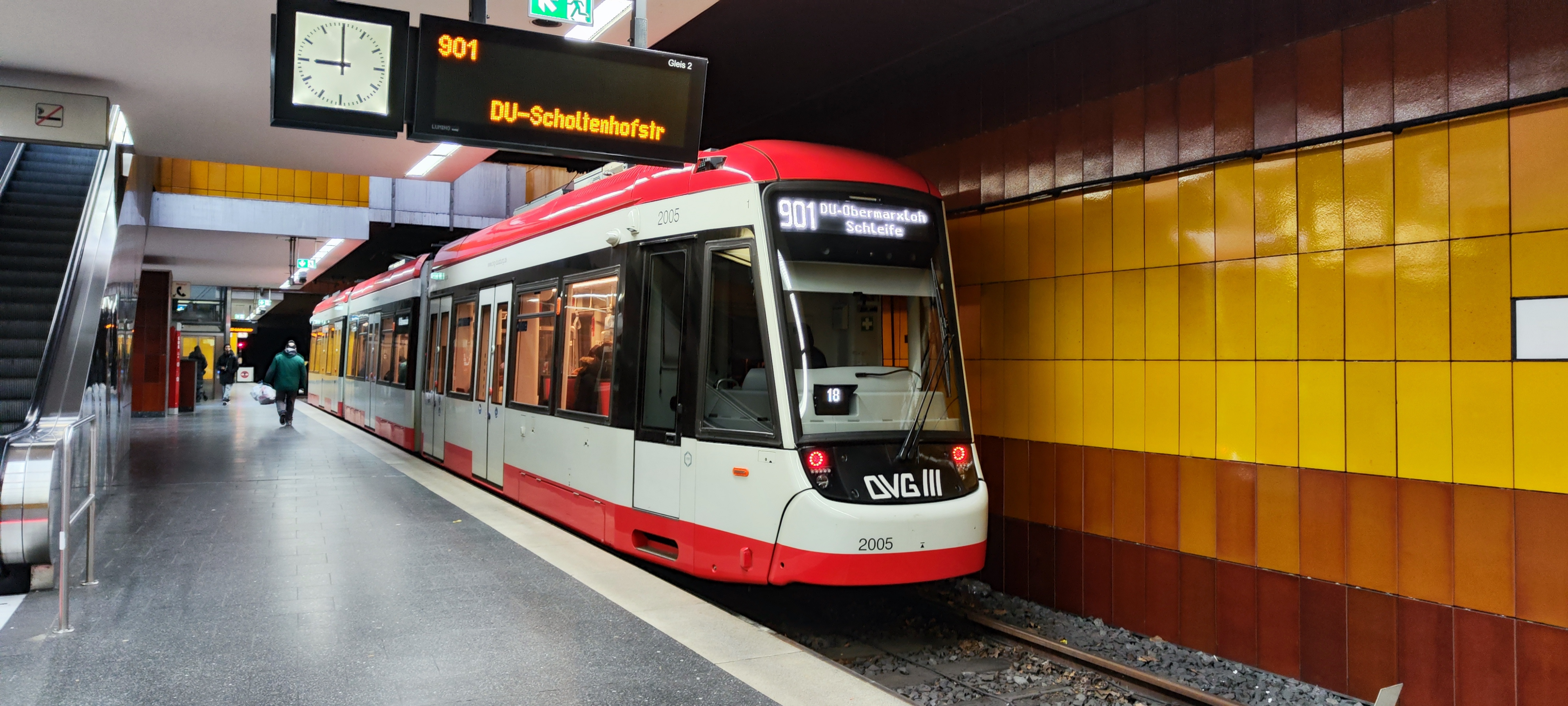
Triebwagen 2005 der DVG auf der Linie 901

## Geschichte
In Betrieb ging der U-Bahnhof am 28. Mai 1977 im Rahmen der Inbetriebnahme der Stadtbahnstrecke Essen–Mülheim. Diese löste die Straßenbahnstrecke Essen–Mülheim (Linien 8 und 18) ab. Später in den 1980er Jahren kam die Linie 102 dazu, die durch die unterirdische Streckenführung am Hauptbahnhof eine schnellere Anbindung an den Stadtteile Dümpten ermöglicht, während die Strecke nach Broich über eine provisorische Rampe an der Straße „Am Löwenhof“ immer noch oberirdisch geführt wurde. Als dritte und letzte Linie kam nach der Eröffnung des Ruhrtunnels am 19. September 1998 die Duisburger Straßenbahnlinie 901, die bis dahin an der oberirdischen Haltestelle Mülheim Stadtmitte endete.
Nach dem Rückbau der Tunnelrampe Am Löwenhof baute man in diesem Bereich eine unterirdische, zweigleisige Abstellanlage für die Züge der Linie U18. Dort werden die letzten bzw. die ersten Kurse der U18 abgestellt, um den logistischen Aufwand zu reduzieren und Leerfahrten zu vermeiden. Außerdem steht dort tagsüber in der Regel ein Triebwagen bereit, um bei einer Fahrzeugpanne einen schnellen Austausch durchführen zu können.
Die beiden mittleren Bahnsteigkanten für die Linie 102 waren schon seit der Konzeptphase für den Betrieb mit Niederflurwagen ausgelegt, während beide äußeren Bahnsteigkanten zunächst für Hochflurwagen vorgesehen waren. An der südlichsten Bahnsteigkante wenden dementsprechend die Hochflurwagen der Essener Stadtbahnlinie U 18. Das von den Zügen der Duisburger Linie 901 befahrene Bahnsteiggleis musste zur Anpassung aufgeschottert und an die Bahnsteigkante herangerückt werden.
Die Züge der Linien U18 und 901 verkehren auf Regel-, die der Linie 102 auf Meterspur. Der gemeinsame Streckenabschnitt der Linien 102 und 901 in westlicher Richtung ist wegen der unterschiedlichen Wagenbreiten als asymmetrisches Vierschienengleis ausgeführt und trennt sich unmittelbar nach Verlassen der Rampe an der Duisburger Straße.
Der Bahnhof wurde in der Absicht entworfen, die beiden Regelspurstrecken aus Essen bzw. Duisburg in Mülheim zu verbinden und durchgehend zu betreiben. Allerdings ist bis heute das einzige Gemeinsame der beiden Strecken die Spurweite. Sowohl das Lichtraumprofil und die mögliche Bahnsteighöhe als auch die unterschiedlichen Signal- und Steuerungssysteme und vor allem die Radsatz- und Gleisgeometrie weichen voneinander ab: Während die Regelspurstrecken in Essen als Modellstrecken für die Stadtbahn Rhein-Ruhr mit Radsatz- und Gleismaßen nach Fernbahnnorm versehen sind, sind die nach Straßenbahnnormen gebauten Strecken der Duisburger Verkehrsgesellschaft und der mit ihr verbundenen Rheinbahn auf schmalere Spurkränze, steilere Flankenwinkel und größere Rückflächenabstände ausgelegt. Bis heute sind die Regelspurstrecken gleismäßig nicht verbunden. Die Tunnel für eine solche Verbindung wurden gebaut, sie werden jedoch nicht benutzt.
Aus finanziellen Gründen kam es nicht zu einer Durchbindung und auch nicht zu einem Gemeinschaftsbetrieb im Mülheimer Stadttunnel, obwohl dies bei Verwendung von Weichen mit beweglichen Herzstückspitzen oder Flügelschienen möglich wäre. In Folge des nicht eingeführten Mischbetriebes müssen Fahrgäste auf der ursprünglich vorgesehen durchgehenden Hauptrelation Essen–Duisburg hier generell mit Bahnsteigwechsel umsteigen.
| Linie | Linienverlauf | Takt                                      |
| ----- | --- | ----------------------------------------- |
|       | Essen, U Berliner Platz – U Hirschlandplatz – U Essen Hbf – U Bismarckplatz – Savignystraße/ETEC – Hobeisenbrücke – E-Frohnhausen, Wickenburgstraße – Mülheim (Ruhr), Rhein-Ruhr-Zentrum – Rosendeller Straße – U Eichbaum – U Heißen Kirche – U Mühlenfeld – U Christianstraße – U Gracht – U Von-Bock-Straße – U Mülheim (Ruhr) Hbf                                           | 10 min                                    |
| 102   | Oberdümpten – Dümpten – Aktienstraße – Mülheim Hbf – Stadtmitte – Schloß Broich – Broich – Uhlenhorst | 15 min (10 min an Schultagen von 7-9 Uhr) |
| 901   | DU-Obermarxloh – Marxloh Pollmann – Bruckhausen – Beeck – Laar – Scholtenhofstraße1 – Ruhrort Bf – Ruhrort Friedrichsplatz – Kaßlerfeld – Rathaus – König-Heinrich-Platz – Duisburg Hbf – Zoo/Uni2 – Mülheim-Raffelberg – Speldorf – Schloß Broich – MH-Stadtmitte – Mülheim Hbf Zur HVZ mit zusätzlicher Fahrt zwischen 1 und 2 jeweils 5 Minuten abweichend auf den Regeltakt | 15 min                                    |

## Weitere Bus- und Straßenbahnlinien
Der Hauptbahnhof ist neben dem U-Bahnhof noch über die vier Haltestellen Hauptbahnhof, Hauptbahnhof Nordeingang, Dieter-aus-dem-Siepen-Platz und Kaiserplatz erreichbar. Diese werden von folgenden Bus- und Straßenbahnlinien bedient.

### Hauptbahnhof (Bus)
Direkt neben dem U-Bahnhof befindet sich Bushaltestelle Mülheim an der Ruhr Hauptbahnhof. Sie ist abgedeckt und befindet sich in einem Bustunnel. An ihr halten die Busse aller Buslinien der Innenstadt im Tagesnetz. Diese sind:
| Linie | Linienweg | Takt (Mo–Fr)                | Betreiber          |
| ----- | --- | --------------------------- | ------------------ |
| 125   | Oberhausen-Wehrstraße – Dümpten – Sellerbeckstraße – Eppinghofen – Mülheim Hbf – Mülheim Stadtmitte – Schloß Broich – Broich – Speldorf (– Peterstraße) – Südhafen – Ruhrorter Straße | 15 (30) min                 | Ruhrbahn           |
| 130   | Oberhausen, City Forum – Oberhausen Hbf – Oberhausen-Styrum – Mülheim-Styrum – Schloss Styrum – Mülheim Hbf – Mülheim Stadtmitte – Wasserstraße – Max-Planck-Institute – Oppspring – Mülheim Hauptfriedhof – Raadt – Flughafen Essen/Mülheim – Essen-Haarzopf Erbach – Fulerum Gemeindezentrum – Rhein-Ruhr-Zentrum | 20 min                      | Ruhrbahn / / STOAG |
| 131   | Gustav-Heinemann-Schule / Boverstr. – Mülheim-Winkhausen – Mülheim Hbf – Mülheim Stadtmitte – Schloß Broich – Broich – Saarn Lindenhof – Mülheim-Selbeck – Ratingen-Breitscheid Flurstraße | 30 min                      | Ruhrbahn           |
| 135   | (Nordhafen – HafenCenter) – Mülheim Hbf – Mülheim Stadtmitte – Schloß Broich – Saarn – Saarner Kuppe | 15/7,5 von 6-9 Uhr (15) min | Ruhrbahn           |
| 151   | Rhein-Ruhr-Zentrum – Heißen Kirche – Rumbachtal – Mülheim Hbf – Mülheim Stadtmitte – Kahlenberg (Fuß des Berges am Ruhrufer) – Mülheim-Menden – Kettwig-Ickten – Schwimmbad Kettwig → Kettwig, Ringstraße → Kettwiger Markt | 60 min                      | Ruhrbahn           |
| 752   | Mülheim Hbf – MH-Stadtmitte – Schloß Broich – MH-Saarn, Friedrich-Freye-Straße;– MH-Selbeck, Stooter Straße – Ratingen-Breitscheid, Krummenweg – Lintorf, Friedhof – Am Kämpchen – Rehhecke – Lintorf, Rathaus – Tiefenbroicher Straße – ( Ratingen-Tiefenbroich, Annastraße – Ratingen, Kaiserswerther Straße – Ratingen-West, Dieselstraße – Eckampstraße – Düsseldorf, Neu-Lichtenbroich – ) Mörsenbroich, Heinrichstraße – D-Derendorf – Pempelfort, Münsterstraße/Feuerwache – Stadtmitte, Jacobistraße (Pempelforter Straße , 200 m) – Oststraße – Düsseldorf Hbf \|\| \|\| Ruhrbahn/ Rheinbahn |                             |                    |

Im Nachtverkehr ist der Bustunnel geschlossen. Die NE-Linien bedienen statt der Haltestelle Mülheim Hauptbahnhof die Haltestellen Hauptbahnhof Nordeingang und Dieter-aus-dem-Siepen-Platz.

### Hauptbahnhof Nordeingang (Bus) / Dieter-aus-dem-Siepen-Platz (NE)
Die Haltestelle Hauptbahnhof Nordeingang wird von den am Hauptbahnhof endenden Buslinien in einer Richtung angefahren, um hier via Schleifenfahrt zu wenden. Die Buslinien 125 und 130 bedienen diese Haltestelle in beide Richtungen und fahren auf die Eppinghofer Straße bzw. den Tourainer Ring zurück.
Die Haltestelle Dieter-aus-dem-Siepen-Platz ist eine reine NE-Haltestelle am gleichnamigen Platz neben dem Hauptbahnhof. Direkt gegenüber befinden sich die Radstation sowie der Westeingang des Hauptbahnhofs. Die Haltestelle wurde eingerichtet, da die Busse seit der Verkehrsberuhigung der Leineweberstraße nicht mehr über den Kaiserplatz geführt werden können, sodass die NE-Linien nun auf direktem Wege am westlichen Bereich des Hauptbahnhofes vorbeigeführt werden.
| Linie | Linienweg | Takt   | Betreiber        |
| ----- | --- | ------ | ---------------- |
| NE1   | MH-Stadtmitte → Dieter-aus-dem-Siepen-Platz → Dümpten → Eppinghofen → Winkhausen → Heißen Kirche → Mühlenfeld → Christianstraße → Gracht → Dieter-aus-dem-Siepen-Platz → Mülheim Hbf Nordeingang → MH-Stadtmitte Gegenrichtung zur Linie NE3                                                                              | 60 min | Ruhrbahn         |
| NE3   | MH-Stadtmitte → Dieter-aus-dem-Siepen-Platz → Mülheim Hbf Nordeingang → Christianstraße → Mühlenfeld → Heißen Kirche → Winkhausen → Dümpten → Eppinghofen → Dieter-aus-dem-Siepen-Platz → MH-Stadtmitte Gegenrichtung zur Linie NE1                                                                                       | 60 min | Ruhrbahn         |
| NE9   | Duisburg Hbf Osteingang – Zoo/Uni – Mülheim-Raffelberg – Speldorf – Schloß Broich – MH-Stadtmitte – Dieter-aus-dem-Siepen-Platz – Aktienstraße – Winkhausen – Essen Abzweig Aktienstraße | 60 min | Ruhrbahn         |
| NE10  | OB-Sterkrade Bf – Schloss Oberhausen – Neue Mitte Oberhausen – Knappenmarkt – Oberhausen-Wehrstraße – Mülheim-Dümpten – Mülheim Hbf Nordeingang(←)/Dieter-aus-dem-Siepen-Platz(→) – Mülheim Stadtmitte – Schloß Broich – Broich – Saarn Alte Straße → Saarner Kuppe – Oemberg ← Saarn Lindenhof                           | 60 min | Ruhrbahn / STOAG |
| NE12  | OB-Sterkrade Bf – OLGA-Park – Neue Mitte Oberhausen – Oberhausen Hbf – Landwehr – Mülheim-Styrum – Mülheim-West → Eppinghofen → Dieter-aus-dem-Siepen-Platz → Mülheim Kaiserplatz – Friedrich-Ebert-Straße ← MH-Stadtmitte Linie verkehrt zwischen Sterkrade und Oberhausen Hauptbahnhof über die ÖPNV-Trasse Oberhausen. | 60 min | STOAG / Ruhrbahn |

### Kaiserplatz (Straßenbahn und NE)
Die Haltestelle Kaiserplatz liegt etwa 200 Meter südlich des Hauptbahnhof-Westeingangs am Ende des Kurt-Schumacher-Platz, welcher der Mülheimer Bahnhofsvorplatz ist. Zwischen dem U-Bahnhof Hauptbahnhof und der Haltestelle Kaiserplatz befindet sich das Forum City Mülheim. Die Haltestelle ist etwa fünf Minuten Fußweg vom U-Bahnhof Hauptbahnhof durch das Forum-City oder über den Kurt-Schumacher-Platz entfernt.
Vom Kaiserplatz verkehrt die Straßenbahnlinie 112 sowie die NE-Buslinien NE5 und NE12:
| Linie | Linienweg | Takt (Mo–Fr) | Betreiber        |
| ----- | --- | ------------ | ---------------- |
| 112   | OB-Sterkrade, Neumarkt – OB-Sterkrade Bf – OLGA-Park – Neue Mitte Oberhausen – Oberhausen Hbf – Landwehr – Mülheim-Styrum – Mülheim-West – Friedrich-Ebert-Straße – Mülheim Stadtmitte – Mülheim Kaiserplatz – Oppspring – Hauptfriedhof Linie verkehrt zwischen Sterkrade und Oberhausen Hauptbahnhof über die ÖPNV-Trasse Oberhausen. | 15 min       | Ruhrbahn / STOAG |
| NE5   | Mülheim Stadtmitte – Mülheim Kaiserplatz − Holthausen – Rumbachtal – Heißen Kirche – Rhein-Ruhr-Zentrum | 60 min       | Ruhrbahn         |
| NE12  | OB-Sterkrade Bf – OLGA-Park – Neue Mitte Oberhausen – Oberhausen Hbf – Landwehr – Mülheim-Styrum – Mülheim-West → Eppinghofen → Dieter-aus-dem-Siepen-Platz → Mülheim Kaiserplatz – Friedrich-Ebert-Straße ← MH-Stadtmitte Linie verkehrt zwischen Sterkrade und Oberhausen Hauptbahnhof über die ÖPNV-Trasse Oberhausen.               | 60 min       | STOAG / Ruhrbahn |